# Kalipádhon
Kalipádhon (Kalipado) är en ort i Grekland.   Den ligger i prefekturen Nomós Zakýnthou och regionen Joniska öarna, i den sydvästra delen av landet, 250 km väster om huvudstaden Aten. Kalipádhon ligger 49 meter över havet och antalet invånare är 709. Den ligger på ön Zakynthos.
Terrängen runt Kalipádhon är kuperad åt sydväst, men åt nordost är den platt. Havet är nära Kalipádhon åt nordost. Runt Kalipádhon är det ganska tätbefolkat, med 78 invånare per kvadratkilometer. Närmaste större samhälle är Zákynthos, 5,6 km öster om Kalipádhon. Trakten runt Kalipádhon består till största delen av jordbruksmark.